# Jorge Brown
Jorge Brown   (San Vicente, 3 d'abril de 1880 - San Isidro, 3 de gener de 1936) fou un futbolista argentí de la dècada de 1900.
La seva família era d'origen escocès. Quatre germans seus – Alfredo, Carlos, Eliseo i Ernesto – així com un cosí, Juan Domingo, també foren futbolistes internacionals.
Fou 23 cops internacional amb la selecció argentina. Pel que fa a clubs, defensà els colors d'Alumni i Quilmes AC.

## Referències

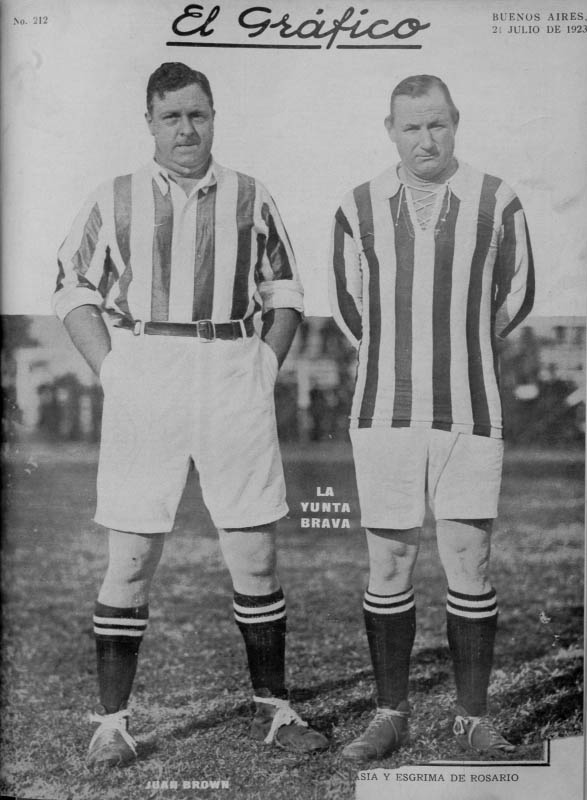
Juan Domingo Brown (esquerra) i Jorge el 1923.